# Cratere Wood
Wood è un cratere lunare di 84,15 km situato nella parte nord-orientale della faccia nascosta della Luna.